# Oskar Stark
Oscar Victorovič Stark, (in russo: Оскар Викторович Старк) (Helsingfors, 16 agosto 1846 – Helsinki, 13 novembre 1928), è stato un ammiraglio russo, noto esploratore del Golfo di Pietro il Grande e dei mari dell'Estremo Oriente. Uno stretto nel Golfo di Pietro il Grande e una baia nello Stretto di Tatar prendono il nome da lui Con il grado di viceammiraglio era al comando della Squadra navale del Pacifico, di stanza a Port Arthur, quando scoppiò la guerra russo-giapponese. Dopo l'esito negativo della battaglia di Port Arthur fu sostituito dal viceammiraglio Stepan Osipovič Makarov.

## Biografia
Nacque a Helsingfors, nel Granducato di Finlandia, il 16 agosto 1846 figlio di Fredrik Viktor Ludvig e di Maria Augusta Standertskjöld.   Di fede luterana si arruolò nella marina imperiale russa nel 1861 e si diplomò alla Scuola del Corpo dei cadetti della Marina imperiale nel 1866, ottenendo il grado di guardiamarina il 19 novembre di quell'anno. Il 13 gennaio 1870 fu promosso tenente e il 13 gennaio 1871 fu assegnato come ufficiale di guardia sulla corazzata Kreml. Il 24 giugno 1871 fu trasferito alla flotta siberiana e contemporaneamente all'equipaggio marittimo dell'Amur. Dal 1871 al 1874 prestò servizio, tra l'altro, come ufficiale d'artiglieria anziano sul clipper Abrek, di ritorno dall'Estremo Oriente.
Comando della goletta Vostok dal 1875 al 1877, con cui mappò le coste artiche e pacifiche della Siberia, navigò nel Mare di Okhotsk per contrastare la caccia illegale da parte di navi straniere alle balene, e nel 1877 supervisionò anche i lavori di riparazione effettuati sulla nave a San Francisco, negli Stati Uniti d'America.
Dal 1879 al 1886 fu comandante della cannoniera Gornostai di base ad Hankou, in Cina, posta a disposizione dell'ambasciatore russo a Pechino. Il 13 gennaio 1880 fu promosso capitano tenente e il 10 marzo 1885 capitano di 2ª classe. Nell'estate del 1886, a bordo della Gornostay navigò lungo il fiume Amur fino alle sorgenti del fiume Sungari.
Dal 1886 al 1889 fu comandante della cannoniera Sivutch a bordo della quale visitò Nagasaki e la Corea.  Nel 1887 la "Sivuch" effettuò lavori idrografici al largo delle coste della Corea, a sud del fiume Tumangan. Nello stesso anno, la cannoniera visitò Seul e Chemulpo, e in estate fu ufficialmente ritirata dalla flotta baltica e assegnata nella flottiglia siberiana.  Il 13 gennaio 1889 fu promosso capitano di 1ª classe, e il 21 aprile 1890 fu nominato assistente del comandante del porto di Vladivostok.
Il 1 luglio 1891 fu nominato comandante dell'incrociatore corazzato Vladimir Monomach effettuando il viaggio di ritorno da Vladivostok a Kronštadt. All'inizio di dicembre 1891 la nave era arrivata a Nagasaki per prepararsi al viaggio di ritorno nel Mar Baltico. Nell'aprile 1892, lasciando la rada, l'incrociatore, secondo l'usanza marittima, girò intorno alla poppa dell'ammiraglia Pamjat' Azova. Egli, nuovo sul Vladimir Monomach e alle sue caratteristiche, fece incagliare l'incrociatore. Solo alla fine del giorno successivo la nave poté essere rimessa a galla e portata nella baia. Il Vladimir Monomach arrivò poi nella rada di Kronštadt il 13 agosto 1892.
Il 13 gennaio 1893 assunse il comando della corazzata costiera Pervenets e contemporaneamente del 16° equipaggio della marina e del comando per addestramento dell'artiglieria.
Fu promosso contrammiraglio il 14 maggio 1896. Dall'11 aprile 1898 al 7 ottobre 1902 prestò servizio nella Squadra navale russa del Pacifico.  Il 6 dicembre 1902 fu promosso viceammiraglio. Su nomina del viceré dell'Estremo Oriente russo Evgenij Ivanovič Alekseev, fu comandante della base navale e del porto di Port Arthur dal 1° maggio 1898 al 7 ottobre 1902. Nel febbraio 1902 fu nominato comandante della flotta russa del Pacifico sostituendo Nikolaj Skrydlov, e il 6 dicembre di quell'anno fu promosso viceammiraglio. 
All'inizio della guerra russo-giapponese, la Marina imperiale giapponese lanciò un attacco preventivo contro la flotta russa ancorata a Port Arthur, dando inizio alla guerra.  Al momento dell'attacco egli stava tenendo una festa di compleanno per sua moglie sul ponte della sua nave ammiraglia, la corazzata Petropavlovsk, e la folla che partecipava alla festa pensò erroneamente che le esplosioni provocate dai colpi dell'artiglieria giapponese fossero stati sparati in onore della festa di compleanno. 
Quando risuonarono le prime esplosioni di proiettili giapponesi egli non credeva che si trattasse di un vero attacco e cercò di fermare il fuoco di risposta delle forze russe. Quando divenne chiaro che non si trattava di un errore, diede l'ordine agli incrociatori protetti Askold e Novik di iniziare l'inseguimento delle navi giapponesi, che si ritirarono.
Dopo l'attacco notturno fece rapporto al viceré Alekseev. In quel momento i giapponesi, da una distanza di poco meno di 9 km, aprirono il fuoco sulle navi russe ancora ferme nella rada esterna. In risposta le navi russe iniziarono a levare l'ancora e a rispondere al fuoco. Il loro obiettivo era impegnare il nemico, ma Alekseev gli diede l'ordine di aspettare e questo ritardo fece sì che le navi rimanessero esposte un po' più a lungo sotto il fuoco nemico e, di conseguenza, subirono più danni che se avessero iniziato a manovrare immediatamente.
L'attacco giapponese non ebbe totale successo, come Heihachiro Togo, ed egli fu fortemente criticato dalla stampa russa e mondiale per aver subito una grande sconfitta e fu successivamente licenziato dallo zar Nicola II dal suo incarico il 24 febbraio 1904. Il viceammiraglio Stepan Osipovič Makarov arrivò l'8 marzo 1904 come suo sostituto.  Insignito dell'Ordine di San Vladimiro fu richiamato a un incarico di stato maggiore dapprima con la con la flotta del Mar Nero; il 17 febbraio 1906 fu incaricato di ispezionare a fondo i beni appartenenti alla flotta dei porti di Sebastopoli e Nikolaev. Dopo aver completato l'ispezione, il 25 novembre 1907 nominato il presidente del consiglio d'amministrazione della fabbrica statale di Obukhov e il 27 gennaio 1908 anche presidente del consiglio d'amministrazione dell'Izhorskiye zavod.  Assegnato alla flotta del Baltico fu promosso ammiraglio il 20 ottobre 1908 e posto subito in congedo. Dopo essere stato trasferito nella riserva, egli e sua moglie si stabilirono a Helsinki. Dopo la rivoluzione d'ottobre, di cui fu fortemente critico, aderì al movimento bianco prestando servizio nel sud del Paese. Nel 1920 fuggì in Jugoslavia, dove visse per qualche tempo, per andare poi in Finlandia dove si stabilì definitivamente. Si spense a Helsinki il 13 novembre 1928.

### Annotazioni
1. ↑  Apparteneva alla nobile famiglia Standertskjöld da parte di madre e suo zio era il tenente generale Carl August Standertskjöld.

### Fonti
1. 1 2 3 4 5 6 7 8 9 10 11 12 13 14 15 16 17 18 19 20 21 22 23  Kansallis Biografia.
2. 1 2 3 4 5 6 7 8 9 10 11 12 13 14 15 16  Dzen.
3. 1 2  Watts 1990, p. 105.
4. ↑  Watts 1990, p. 112.
5. ↑  Watts 1990, p. 115.
6. ↑  Watts 1990, p. 77.
7. ↑  Papastrigakis 2011, p. 199.
8. 1 2 3  Kowner 2006, pp. 358-359.